# К Ювенцию
«К Ювенцию» — условное название двух стихотворений римского поэта Гая Валерия Катулла, включённых в состав посмертного сборника («Книги Катулла Веронского») под номерами 24 и 99. Здесь поэт обращается к своему возлюбленному, мальчику по имени Ювенций. В первом стихотворении он предостерегает мальчика в связи с ухаживаниями Фурия — красавца, но при этом бедняка. Катулл пишет, что стоит дать Фурию денег, чтобы он не докучал. В первой строчке заключена тонкая игра слов: обращение «всех Ювенциев цвет» звучит так же, как «всех юношей цвет».
Во втором стихотворении Катулл вспоминает, как украдкой смог поцеловать Ювенция, из-за чего произошла ссора. Поэт использует ряд медицинских терминов, благодаря чему достигает комического эффекта. В двух последних строках он говорит: «Если проступок любви караешь ты столь беспощадно, // То я могу обойтись без поцелуев твоих». Некоторые антиковеды XIX века считали это место поздней вставкой.